# Harij
Harij è una suddivisione dell'India, classificata come municipality, di 18.388 abitanti, situata nel distretto di Patan, nello stato federato del Gujarat. In base al numero di abitanti la città rientra nella classe IV (da 10.000 a 19.999 persone).

## Geografia fisica
La città è situata a 23° 41' 60 N e 71° 54' 0 E e ha un'altitudine di 32 m s.l.m..

## Società

### Evoluzione demografica
Al censimento del 2001 la popolazione di Harij assommava a 18.388 persone, delle quali 9.678 maschi e 8.710 femmine. I bambini di età inferiore o uguale ai sei anni assommavano a 2.702, dei quali 1.497 maschi e 1.205 femmine. Infine, coloro che erano in grado di saper almeno leggere e scrivere erano 10.409, dei quali 6.331 maschi e 4.078 femmine.